# Jan Jet
Jan "Jet" Nielsen (født 1952 eller 1953, død juli 2022) var forsanger i et af Danmarks første punkbands, Lost Kids fra Århus, der var aktivt i slutningen af 1970'erne og begyndelsen af 1980'erne.
Lost kids startede egentlig på en en løgn. Da Jan Jet mødte en journalist i København engang i 70'erne, spurgte hun, hvordan det var han så ud, for det var jo ikke normalt at have sådan et punk-outfit på i Danmark. Han løj og fortalte, at det var, fordi han havde et band, der hed Lost Kids, i Århus.
14 dage senere fik Jan et telegram af journalisten, hvori hun fortalte, at hun ville besøge ham ugen efter, så hun kunne interviewe hans punk-band. Jan samlede nogle mennesker fra friskolen, lavede to numre om, og skrev et selv.
I dag er sange som "Cola freaks", "Rådden dig", "Født som nul" og "Hva' sir du så" nærmest legendariske sange i punk-miljøet.
Da Lost Kids blev gendannet, var Jan Jet igen den centrale person.
Jan døde efter flere års sygdom i juli 2022.